# Kai Hammermeister
Kai Hammermeister (* 15. Juli 1967 in Göttingen) ist ein deutscher Philosoph und Literaturwissenschaftler. Von 1998 bis 2015 war er Professor für Philosophie und Literaturwissenschaft an der Ohio State University in Columbus, Ohio, in den Vereinigten Staaten.

## Leben
Hammermeister studierte Philosophie, Neuere deutsche Literaturwissenschaft und Rhetorik an der Universität Tübingen, u. a. bei Walter Jens und Manfred Frank. 1995 promovierte er an der University of Virginia (USA) bei Richard Rorty und war anschließend dort Lehrbeauftragter. Hammermeister absolvierte eine psychoanalytische Ausbildung in der Tradition Jacques Lacans in New York City. 
Seine Forschungsschwerpunkte sind Psychoanalyse, Ästhetik und Hermeneutik.
Seit 2016 arbeitet Hammermeister als Psychoanalytiker in eigener Praxis in Berlin. 

## Schriften
- Hans-Georg Gadamer (= Beck'sche Reihe. 552). C. H. Beck, München 1999, ISBN 3-406-41952-6 (2., aktualisierte und um ein Nachwort ergänzte Auflage. ebenda 2006, ISBN 3-406-54127-5).
- The German Aesthetic Tradition. Cambridge University Press, Cambridge u. a. 2002, ISBN 0-521-78554-5.
- Kleine Systematik der Kunstfeindschaft. Zur Geschichte und Theorie der Ästhetik. Wissenschaftliche Buchgesellschaft, Darmstadt 2007, ISBN 978-3-534-19873-3.
- Jacques Lacan (= Beck'sche Reihe. 578). C. H. Beck, München 2008, ISBN 978-3-406-57374-3.